# Кэмпбелл, Стивен
Стивен Кэмпбелл (англ. Stephen Campbell; 26 декабря 1897, Морука, Британская Гвиана — 12 мая 1966) — гайанский политический и общественный деятель, педагог. Первый национальный политический деятель.

## Биография
Родился в семье индейцев араваков. Рано осиротел. Воспитан бабушкой, набожным католиком, учился в миссионерской школе Санта-Роза в регионе Барима-Уайни на севере Гайаны, затем много лет работал учителем Закона Божьего и катехизатором в различных регионах Гайаны.
Активно участвовал в борьбе за права индейцев на землю. В 1957 году официально занялся политикой, вступил в Национальный Фронт Труда (NLF). Кэмпбелл баллотировался в Северо-Западном округе и в сентябре 1957 года был избран в Законодательный совет Британской Гвианы. Кэмпбелл стал единственным, кто получил место в парламенте для Национального Фронта Труда, а также первым в истории Гайаны коренным американским индейцем-членом парламента.
Трудился в законодательном органе вплоть до своей смерти в 1966 году, концентрируя свои силы на социальных проблемах индейцев и их развитии и достиг определенных успехов. Был убеждённым сторонником сохранения индейских языков и того, чтобы дети учились на их собственных языках. Продвигал идею программы стипендий для индейцев в основных учебных заведениях и профессиональной подготовки для них.
Умер 12 мая 1966 года, всего за две недели до того, как Гайана получила независимость от Великобритании.

## Память
- Ныне Кэмпбелл широко известен как герой среди индейских общин в Гайане, его достижения и память о нём отмечаются ежегодно 10 сентября в рамках Месяца индейского наследия[2].